# アブ・ガルシア
アブ・ガルシア（ABU Garcia）はスウェーデンの総合釣具メーカー。通称「アブ」。リールの「アンバサダー」(Ambassadeur)シリーズが主力商品である。

## 歴史

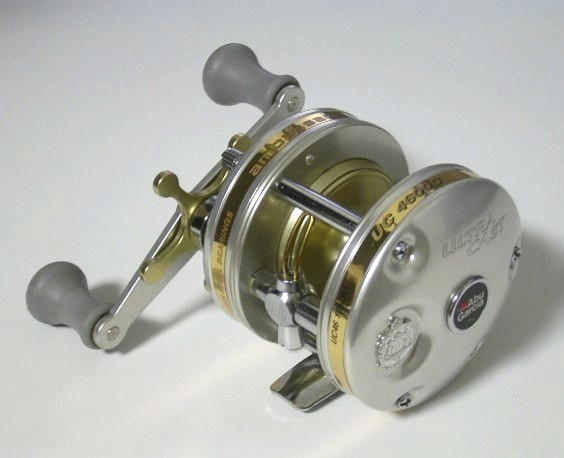
アンバサダーUC 4600C

1921年にスウェーデンのスヴェングスタ(Svängsta)において、ABウルファブリケン社(AB Urfabriken)として創業。社名は創業者であるカール＝アウグスト・ボルイストレム(Carl-August Borgström)の頭文字であるABと、時計工場を意味するUrfabrikenを合わせたものである（ABはスウェーデン語での株式会社(Aktiebolag)の略称を意味するという説もある）。
創業当初は懐中時計と電話度数計の製造会社であった。1926年にタクシーメーター「Record」の販売を開始した。1934年にカール＝アウグストが死去すると、息子であるイエテ(Göte Borgström)が事業を引き継いだ。その後「Record」の販売は好調であったが、1939年に第二次世界大戦が始まると自動車の交通は規制され、タクシーメーターの需要も尽きてしまった。そこで元来の釣り好きであったイエテは、それを商売にしようと考えた。そして、1941年に同社初のベイトキャスティングリールであり、かつてのタクシーメーターと同じ名前である「Record」の販売を開始した。1952年には、現在でもアブの看板商品であり続けており、「大使」を意味するアンバサダーのシリーズ最初期モデル「No.5000」が発売された。
なお、写真のリール左側に見えるエンブレムは「スウェーデン王室御用達」のマークであり、1951年からリールをはじめとした製品に付けられており、現在では同社のロゴと同等にシンボルマークとして認知されている。
アメリカ合衆国でリールを販売するようになり、ABウルファブリケンはいつしかABU（アブまたはエイブー）と略されるようになった。
1954年には、ニューヨークに本拠を置く輸入業者であるガルシア社がアンバサダーの全米での販売権を取得。(ちなみにフランスのミッチェル社のリールの販売権は1949年に取得、1960年には米NARMCO社を買収し、ロッド製造を手掛けるようになる。
)
1979年、アブはガルシア社倒産に伴い、アメリカでの販路確保のためにガルシア社を吸収合併し、1983年に正式にアブ・ガルシア社となった。1995年にピュアフィッシングに買収され、現在ではリールだけでなく釣竿やルアー、釣用アクセサリー類の販売も行っている。

## 日本との関係
日本でアブと正式に輸入代理店契約を交わしたのはエビスフィッシングが初めてである。途中開高健の著書『フィッシュ・オン』にアブのリールが掲載されたこともあり、人気を博す。1988年までその契約は続いたが、その後契約はオリムピック（後のマミヤ・オーピー）に引き継がれた。しかし、2000年にマミヤ・オーピーが釣り具事業から撤退したため、その後はピュア・フィッシングがM&Aによりアブ・ガルシア社のオーナーとなり、2000年よりピュア・フィッシング100%子会社の日本法人である「ピュア・フィッシング・ジャパン」が国内販売を行っており、現在に至っている。